# Albignac
Albignac – miejscowość i gmina we Francji, w regionie Nowa Akwitania, w departamencie Corrèze.
Według danych na rok 1990 gminę zamieszkiwały 263 osoby, a gęstość zaludnienia wynosiła 27 osób/km² (wśród 747 gmin Limousin Albignac plasuje się na 382. miejscu pod względem liczby ludności, natomiast pod względem powierzchni na miejscu 562.).